# هسیخیوس اسکندریه

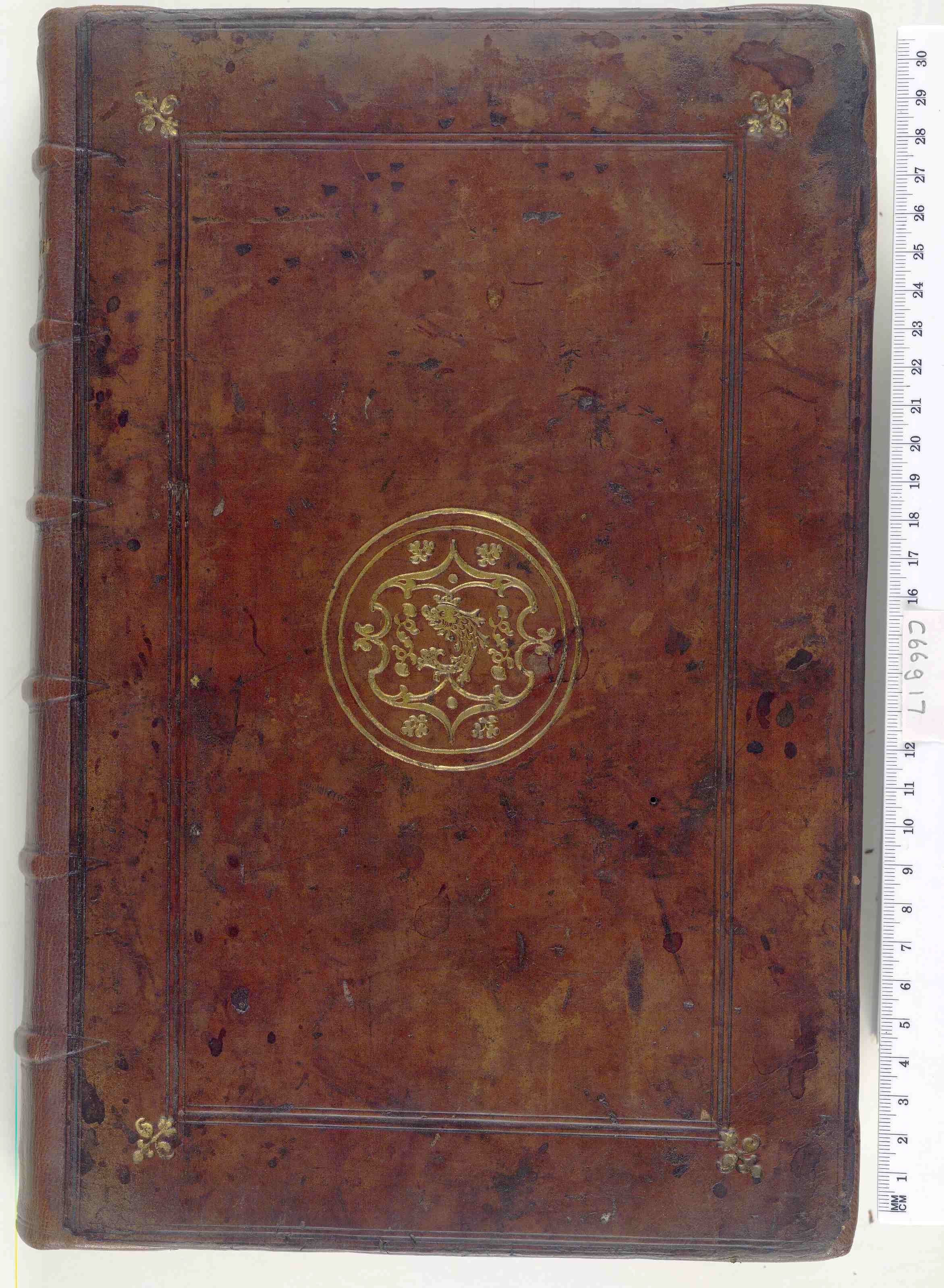
فرهنگ لغت هسیخیوس (نسخه سوئیسی، قرن شانزدهم)

هسیخیوس اسکندریه (یونانی باستان: Ἡσύχιος ὁ Ἀλεξανδρεύς Hēsýchios ho Alexandreús      او استاد دستور زبان یونانی بود که احتمالاً در قرن پنجم یا ششم پس از میلاد غنی‌ترین و غیرمعمول‌ترین واژگان را گردآوری کرد. کلمات یونانی مبهم که احتمالاً با جذب آثار فرهنگ‌نویسان پیشین باقی مانده‌است.
اثر با عنوان «مجموعه الفبایی همه کلمات» (Συναγωγὴ Πασῶν Λέξεων κατὰ Στοιχεῖον, Synagōgē Pasōn Lexeōn kata Stoicheion) شامل بیش از ۵۰۰۰۰ مدخل، فهرست فراوانی از کلمات، اشکال و عبارات عجیب و غریب، با توضیح معنای آنها، و اغلب با اشاره به نویسنده ای که آنها را به کار برده‌است یا به ناحیه یونان که در آن استفاده کرده‌است. از این رو، این کتاب برای دانش‌آموزان گویش‌های یونان باستان و عموماً در بازسازی متن نویسندگان کلاسیک از ارزش بالایی برخوردار است. به ویژه در مورد نویسندگانی مانند آیسخلوس و تئوکریتوس که بسیاری از کلمات غیر معمول را به کار می‌بردند. هسیخیوس نه تنها برای زبان‌شناسی یونانی، بلکه برای مطالعه زبان‌های گم‌شده و گویش‌های ناشناخته (مانند تراکیایی) و بازسازی پروتو-هندواروپایی اهمیت دارد. بسیاری از کلماتی که در این اثر گنجانده شده‌است در متون یونان باستان باقی مانده یافت نمی‌شود.
توضیحات هسیخیوس دربارهٔ بسیاری از القاب و عبارات نیز حقایق مهم بسیاری را در مورد دین و زندگی اجتماعی پیشینیان آشکار می‌کند.
هسیخیوس در مقدمه نامه ای اشاره می‌کند که واژگان او بر اساس فرهنگ دیوژنیانوس است (که خود از اثر قبلی پامفیلوس استخراج شده‌است)، اما او همچنین از آثار مشابه آریستارخوس دستور زبان ساموتراکی، آپیون، هلیودوروس، آمریاس و دیگران استفاده کرده‌است.
هسیخیوس احتمالاً مسیحی نبود.
این واژگان در یک نسخه خطی بسیار فاسد قرن پانزدهمی باقی مانده‌است که در کتابخانه سن مارکو در ونیز نگهداری می‌شود